# The Millions (película)
The Millions es una película de suspenso y comedia nigeriana de 2019 escrita y dirigida por el dúo Tunde Apalowo y Toka McBaror. Está protagonizada por Ramsey Nouah, Blossom Chukwujekwu y Toyin Abraham. Fue una de las películas más caras realizadas en el cine nigeriano con un presupuesto estimado de 62 millones de nairas. La película tuvo su estreno en cines en Nigeria el 30 de agosto de 2019 y recibió críticas positivas. Se convirtió en un éxito de taquilla recaudando ₦ 12,5 millones y fue la segunda película nigeriana más taquillera en septiembre de 2019 después de Kasanova.

## Sinopsis
Bem Kator (Ramsey Noauh), un estafador carismático planea realizar el mayor atraco de Nigeria. Pero las cosas no salen como él hubiera esperado.

## Elenco
- Ramsey Nouah como Bem Kator
- Toyin Abraham como Adenike
- Blossom Chukwujekwu como Jerome
- Folusho Kayode como Big Lo
- Etinosa Idemudia como Runs girl
- Nancy Isime como Ivey
- Chika Lann como Amaka
- Ayo Makun como Wole Baba
- Ali Nuhu como Sheikh
- Broda Shaggi como organizadora de la fiesta
- Energy Uloko como Goon

## Producción
La fotografía principal de la película se inició el 9 de enero de 2019 y se rodó durante 17 días en varios lugares de Nigeria en Kaduna, Abuya y Lagos. Fue producida por la exmodelo internacional Chika Lann quien debutó en la industria de Nollywood como cineasta a través de este proyecto. También realizó un papel de apoyo en la película que marcó su debut como actriz.